# Кулишовка (Черновицкая область)
Кулишовка (укр. Кулішівка) — село в Сокирянской городской общине Днестровского района Черновицкой области Украины.
До 2020 года входило в Сокирянский район.
Население по переписи 2001 года составляло 1080 человек. Телефонный код — 3739. Код КОАТУУ — 7324085201.